# Simone Ellegeest
Simone Ellegeest est une ancienne cycliste belge à Mont-Saint-Amand.

## Palmarès sur route
- 1962
  - 2e du championnat de Belgique sur route
  - 9e de la course en ligne des championnats du monde de cyclisme sur route 1962
- 1963
  - 3e du championnat de Belgique sur route
  - 4e de la course en ligne des championnats du monde de cyclisme sur route 1963
- 1964
  - Winenne
- 1965
  - Staden
  - Circuit de Wallonie
  - Arendonk
  - Lovendegem
- 1966
  - Leper
  - Bracquegnies
  - Avond van Zonnebeke
  - Halle
  - 2e du championnat de Belgique sur route
  - 20e de la course en ligne des championnats du monde de cyclisme sur route 1966

## Palmarès sur piste

### Championnats nationaux
- 1966
  - 2e du championnat du monde de vitesse